# Lee Roy Murphy
Lee Roy Murphy (ur. 16 lipca 1958 w Chicago) – amerykański bokser, były mistrz federacji IBF w wadze junior ciężkiej.

## Kariera amatorska
Murphy stoczył 174 pojedynki w boksie amatorskim i legitymuje się rekordem 157-17. Wygrał w 1979 roku National Golden Gloves w wadze półciężkiej oraz zakwalifikował się do reprezentacji olimpijskiej Stanów Zjednoczonych. Nie zdołał jednakże pojechać na olimpiadę z uwagi na zbojkotowanie przez USA Letnich Igrzysk Olimpijskich 1980 w Moskwie z przyczyn politycznych.

## Kariera zawodowa
Znany jako "Solid Gold", Murphy przeszedł na zawodowstwo w 1980 roku. 10 października 1984 zdobył tytuł IBF w wadze junior ciężkiej, pokonując Marvina Camela przez TKO w czternastej rundzie, i trzykrotnie z powodzeniem bronił pasa, by go stracić za czwartym razem na rzecz Rickey'ego Parkeya w 1986 roku. Po utracie tytułu stoczył jeszcze siedem pojedynków, przegrywając cztery z nich, przy czym po ostatnim przegranym na punkty pojedynku z Mikiem Evansem w 1991 roku odszedł na emeryturę. 1998 roku na krótko powrócił, staczając dwa zwycięskie pojedynki, po czym powrócił na emeryturę, legitymując się rekordem 30-4, 23 KO.

## Życie prywatne
Jego bratem jest Kenny Murphy, który był również bokserem oraz pretendentem do tytułu WBA w walce przeciwko Fabrice'owi Tiozzowi w wadze junior ciężkiej w 1999 roku.